# Cooperatori parrocchiali di Cristo Re
I Cooperatori Parrocchiali di Cristo Re (in latino Congregatio Cooperatorum Paroecialium Christi Regis) sono un istituto religioso maschile di diritto pontificio: i membri di questa congregazione clericale pospongono al loro nome la sigla C.P.C.R.

## Storia

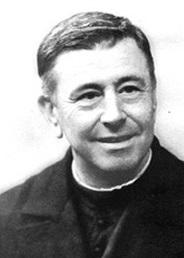
Francisco de Paula Vallet Arnau, fondatore della congregazione

La congregazione venne fondata dal sacerdote catalano Francisco de Paula Vallet (1883-1947): tra il 1923 e il 1927 si dedicò assiduamente alla predicazione degli esercizi spirituali secondo il metodo di sant'Ignazio di Loyola e il 3 maggio 1928 decise di dare inizio a Barcellona a un nuovo istituto, interamente consacrato a tale missione.
La prima casa dell'istituto venne aperta a Salto, in Uruguay, e nel 1934 la sede principale venne trasferita a Valence, in Francia.
I Cooperatori non possiedono chiese od oratori pubblici, ma erercitano il loro apostolato nelle chiese parrocchiali. Osservano con particolare rigore il voto di povertà: vivono di elemosina e, in caso di necessità, possono questuare, non possono ricevere compensi per il loro ministero e non possono accettare eredità.
L'istituto ottenne il riconoscimento di congregazione di diritto pontificio con il decreto del 23 giugno 1979.

## Attività e diffusione
La principale missione dei Cooperatori continua ad essere l'evangelizzazione degli adulti, soprattutto attraverso la predicazione degli esercizi spirituali.
Sono presenti in Argentina, Cile, Francia, Repubblica Democratica del Congo, Spagna, Svizzera e Uruguay; la sede generalizia è a Pozuelo de Alarcón, presso Madrid.
Al 31 dicembre 2005, la congregazione contava 8 case e 71 religiosi, 30 dei quali sacerdoti.